# Фритьоф Нансен
Фритьоф Нансен (на норвежки: Fridtjof Wedel-Jarlsberg Nansen) е норвежки полярен изследовател, океанограф, дипломат, хуманист, философ и международен деятел, лауреат на Нобелова награда за мир за 1922 г.

## Биография

### Произход и младежки години (1861 – 1888)
Роден е на 10 октомври 1861 година в имението Стуре Фрьон, недалеч от Осло, в семейство на секретар на окръжен съд. Още като юноша става първокласен скиор и нееднократно печели шампионатите на Норвегия по ски. След завършване на средното си образование постъпва в университета в Кристияния (сега Осло), във факултета по зоология.
Едва 20-годишен, през 1882 г. се отправя на биоложка практика на кораба „Викинг“ в Гренландско море, който ловува тюлени. Именно това плаване в Арктика има решаващо значение за по-нататъшната му дейност като полярен изследовател. След завършване на образованието си през 1883 г. става лаборант по зоология в Бергенския музей. От 1885 до 1886 г. работи в университета в Парма, Италия, при професор Голджи и в първата в Европа морска биоложка станция в Неапол. През 1886 г. е удостоен с голям златен медал на Кралската академия на науките за своите изследвания по строежа на клетъчния апарат на нервната тъкан и получава докторска степен.

### Полярни изследвания (1888 – 1896)

#### Експедиция в Гренландия (1888)
От 22 август до 29 септември 1888 г., заедно с Ото Свердруп и още четирима участници, изминава 560 км и пресича Гренландия на ски по 64º с.ш. от изток на запад. Пръв съставя подробна карта на южната част на острова. Събира богат материал за релефа, климата, характера на ледообразуването, растителния и животинския свят, етнографията, бита и обичаите на ескимосите. За постигнатите големи резултати е награден със златен медал „Виктори“ на Лондонското Кралско географско дружество и медал „Вега“ на Шведското дружество по антропология и география.

### Океанографски изследвания (1896 – 1905)
За Нансен и неговата експедиция заговаря целият свят. Независимо от голямата си слава той продължава своите изследвания в новата наука океанология. До края на ХІХ в. изследва Атлантическия океан от Шпицберген до Азорските о-ви, изучава дрейфуващите ледове, дълбоководните морски течения, изобретява и усъвършенства прибори и апаратура за океанографски изследвания, издига смели научни хипотези.
През 1897 г. става професор по зоология в университета в Кристияния, без задължението да чете лекции. През 1900 г. участва в експедиция за изследване на теченията в Северния ледовит океан. Подвизите му го превръщат в национален герой и улесняват влизането му в политиката в началото на века.

### Политическа дейност (1905 – 1930)
Той работи за независимостта на Норвегия и става през 1905 г. първи дипломатически пратеник на страната в Лондон, пост, който заема до 1908 г. Завръща се в Норвегия и отново се отдава на науката. Смъртта на съпругата му, а след това и на големия му син са страшен удар за него. Приема да посети Русия и през 1913 г. плава покрай брега на Азия от запад на изток до устието на р. Енисей, след което продължава по суша в Южен Сибир и Далечния изток.
В последните години от живота си Нансен се отдава изцяло на активна обществена и политическа дейност. Горещ поддръжник е на ОН. По време на глада, който настъпва след Октомврийската революция, организира международна помощ. Като върховен комисар на ОН за бежанците оказва изключителна помощ на милионите руски и арменски бежанци. Неговите комитети подкрепят и завръщането на българите от Западна Тракия, депортирани от егейските острови, по време на Гръцко-турската война от 1919 – 1922. За тези си заслуги получава Нобелова награда за мир през 1922, парите от която изпраща за построяването на селскостопански станции в Поволжието и Украйна и оказване на помощ на гръцките бежанци.
Инициира и създава през 1927 г. международното дружество „Аероарктик“ и става негов пожизнен президент. Независимо че е на 65 г., той се кани да лети с дирижабъл към Северния полюс.
Умира на 13 май 1930 г. в градчето Люсакар, недалеч от Осло, на 68-годишна възраст.

## Памет
Неговото име носят:
- връх Нансен (74°33′ ю. ш. 162°36′ и. д. / 74.55° ю. ш. 162.6° и. д., 2740 м), в Антарктида, Земя Виктория;
- връх Нансен (74°40′ с. ш. 56°20′ и. д. / 74.666667° с. ш. 56.333333° и. д., 898 м), в западната част на Северния остров на Нова земя;
- връх Нансен (62°06′ с. ш. 137°18′ з. д. / 62.1° с. ш. 137.3° з. д., 1827 м), в територия Юкон, Канада;
- връх Фритьоф Нансен (85°21′ ю. ш. 167°33′ з. д. / 85.35° ю. ш. 167.55° з. д.), в Антарктида, Земя кралица Мод;
- Земя Нансен (82°54′ с. ш. 42°45′ з. д. / 82.9° с. ш. 42.75° з. д.), на северния бряг на Гренландия;
- ледник Нансен, на западния бряг на Гренландия, стичащ се в залива Мелвил;
- ледник Нансен (75°15′ с. ш. 60°30′ и. д. / 75.25° с. ш. 60.5° и. д.), на източния бряг на Северния остров на Нова земя;
- ледник Нансенбреен (78°23′ с. ш. 14°00′ и. д. / 78.383333° с. ш. 14° и. д.), на остров Западен Шпицберген, стичащ се в Ис фиорд;
- нос Нансен (72°09′ с. ш. 104°56′ з. д. / 72.15° с. ш. 104.933333° з. д.), на източния бряг на остров Виктория, в Канадския арктичен архипелаг;
- нос Нансен (68°14′ с. ш. 29°26′ з. д. / 68.233333° с. ш. 29.433333° з. д.), на източния бряг на Гренландия, Земя крал Кристиан IX;
- нос Нансен (80°27′ с. ш. 47°26′ и. д. / 80.45° с. ш. 47.433333° и. д.), на северозападния бряг на остров Земя Джордж в архипелага Земя на Франц Йосиф;
- остров Нансен (80°29′ с. ш. 54°07′ и. д. / 80.483333° с. ш. 54.116667° и. д.), в южната част на архипелага Земя на Франц Йосиф;
- остров Нансен (76°12′ с. ш. 94°51′ и. д. / 76.2° с. ш. 94.85° и. д.), в Карско море, архипелага Норденшелд;
- планински масив Нансен, на п-ов Таймир;
- подводна котловина Нансен в Северния ледовит океан;
- подводен праг Нансен-Гакел в Северния ледовит океан;
- проток Нансен (80°47′ с. ш. 90°01′ з. д. / 80.783333° с. ш. 90.016667° з. д.), между островите Елсмиър на североизток и Аксел Хайберг на югозапад, в Канадския арктичен архипелаг;
- булевард „Фритьоф Нансен“ в София;
- фиорд Нансен (68°18′ с. ш. 29°51′ з. д. / 68.3° с. ш. 29.85° з. д.), на източния бряг на Гренландия, Земя крал Кристиан IX;
- кратер Нансен на Луната;
- международна служба за бежанците „Нансен“ (1930 – 1939 г.).

## Трудове
- „The Norwegian North polar expedition 1893 – 1896. Scientific results“, (v. 1 – 6, 1900 – 06);
- „Nebelheim. Entdeckung und Erforschung der nordlichen Länder und Meere“, B. 1 – 2, Leipzig, 1911.